# Paramythia montium
Il beccabacche crestato o beccabacche dal ciuffo (Paramythia montium de Vis, 1892) è un uccello passeriforme della famiglia Paramythiidae, unica specie ascritta al genere Paramythia de Vis, 1892.

## Etimologia
Il nome scientifico del genere, Paramythia, deriva dal greco παραμυθια (paramythia/paramuthia, "consolazione"), mentre quello della specie, montium, significa "dei monti" in latino ed è un riferimento ai loro costumi di vita. Il nome comune di questi uccelli è un riferimento alla caratteristica cresta erettile.

## Descrizione

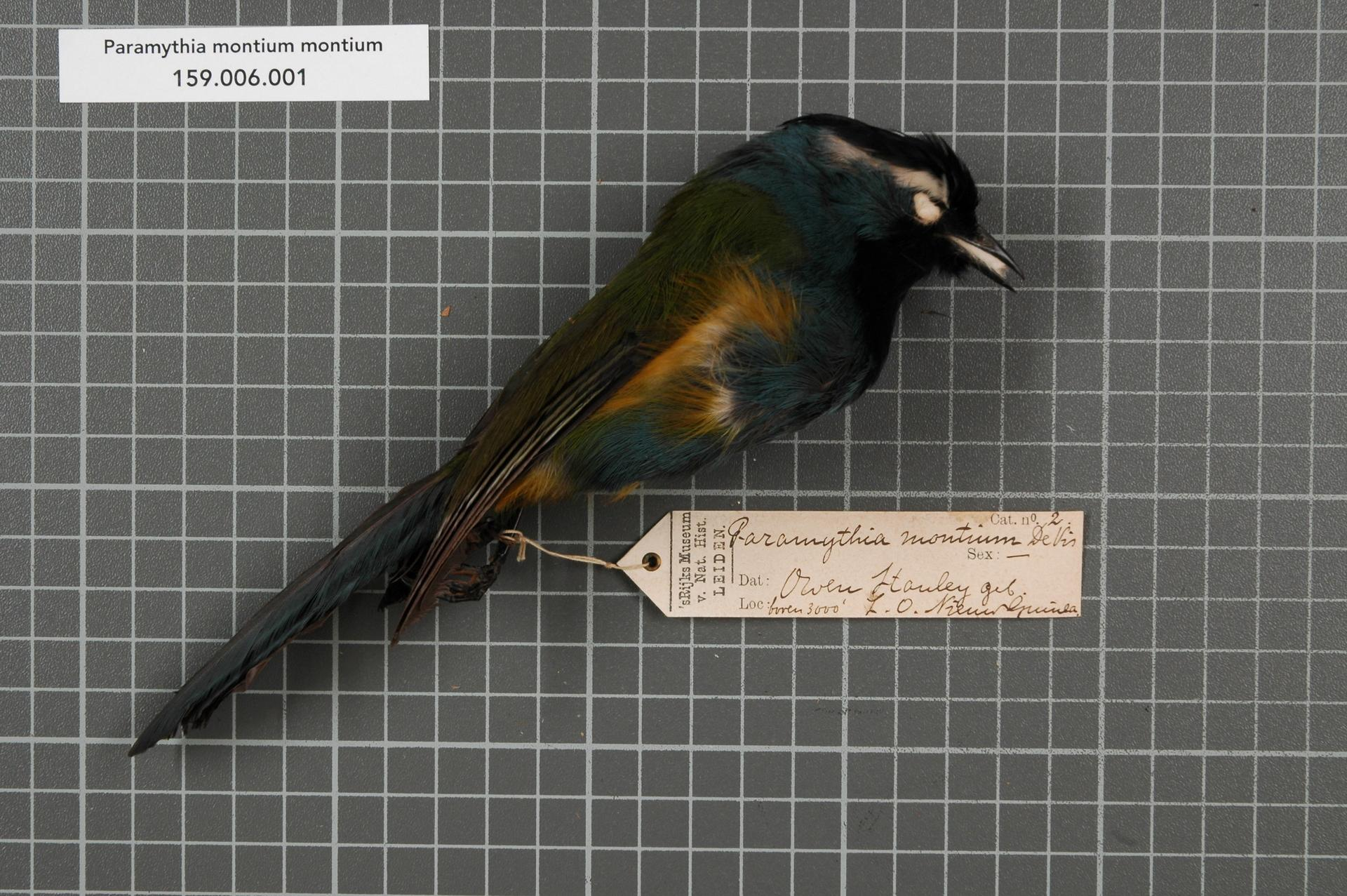
Maschio impagliato.

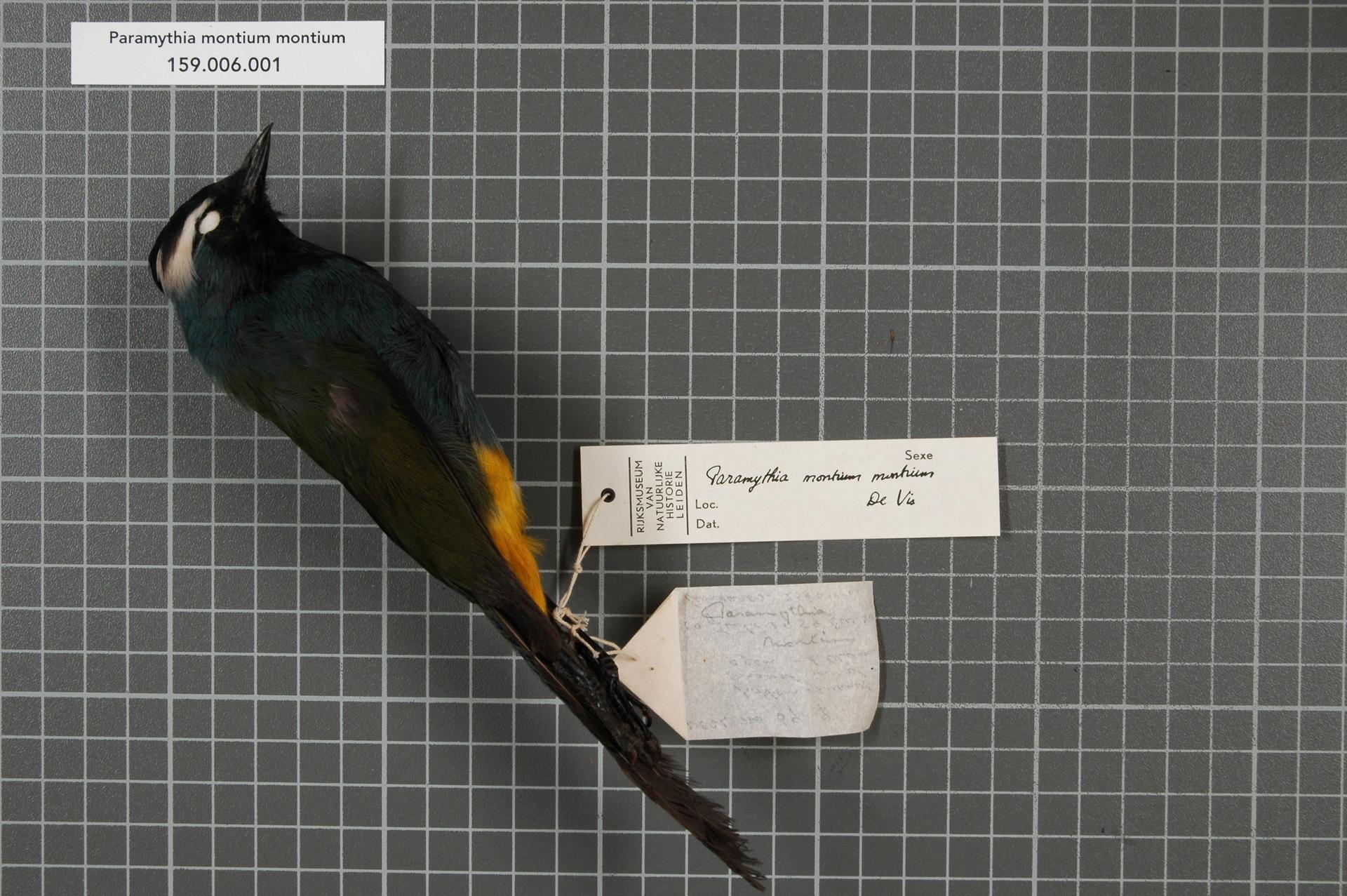
Femmina impagliata.

### Dimensioni
Misura 19–22 cm di lunghezza, per 36-61 g di peso: le dimensioni sono direttamente proporzionali all'altitudine, con le popolazioni più in quota più grandi per la regola di Rapoport.

### Aspetto
Si tratta di uccelli dall'aspetto massiccio e paffuto, muniti di grossa testa con corto collo (sicché essa pare direttamente incassata nel tronco) ed una cresta erettile nera sul vertice, becco sottile e dalla punta lievemente ricurva verso il basso e coda piuttosto lunga e dalla punta cuneiforme.
Il piumaggio è piuttosto appariscente e molto distintivo. Fronte, vertice, faccia, gola e parte superiore del petto sono di colore nero, mentre il sopracciglio è bianco e si continua dietro la nuca, divenendo una banda circolare attorno alla testa: nuca, lati della testa e del collo, petto e ventre sono di colore azzurro carico, mentre i fianchi ed il sottocoda sono gialli, il dorso è di colore verde oliva e la coda è nera con evidenti riflessi metallici bluastri.
Il becco e le zampe sono di colore nerastro, mentre gli occhi sono di colore bruno scuro.

## Biologia
Si tratta di uccelli dalle abitudini di vita essenzialmente diurne, che vivono da soli o al più in coppie, non di rado aggregandosi a stormi misti assieme ad altre specie di uccelli e passando la maggior parte della giornata alla ricerca di cibo fra i cespugli ed i rami bassi degli alberi.
Il loro richiamo è corto e gracchiante, costituito da un'unica nota.

### Alimentazione
Si tratta di uccelli in larga parte frugivori, comprendendo la loro dieta una varietà di bacche e frutti (fichi e Schefflera inclusi), nonché altro materiale di origine vegetale, come fiori e semi immaturi: soprattutto durante il periodo riproduttivo, quando il fabbisogno energetico aumenta, questi uccelli si cibano anche di insetti ed altri piccoli invertebrati.

### Riproduzione
La stagione riproduttiva va da agosto e febbraio: si tratta di uccelli monogami, la cui costruzione del nido (a coppa, profondo ed alto, costituito in massima parte da licheni grossolanamente intrecciati) è appannaggio esclusivo della femmina, così come lo è la cova delle 1-4 uova, che dura circa 12 giorni.

I pulli schiudono ciechi ed implumi: essi vengono accuditi ed imbeccati alternatamente da entrambi i genitori, che essi seguono per una ventina di giorni ancora dopo l'involo (il quale avviene dopo la seconda settimana di vita).

## Distribuzione

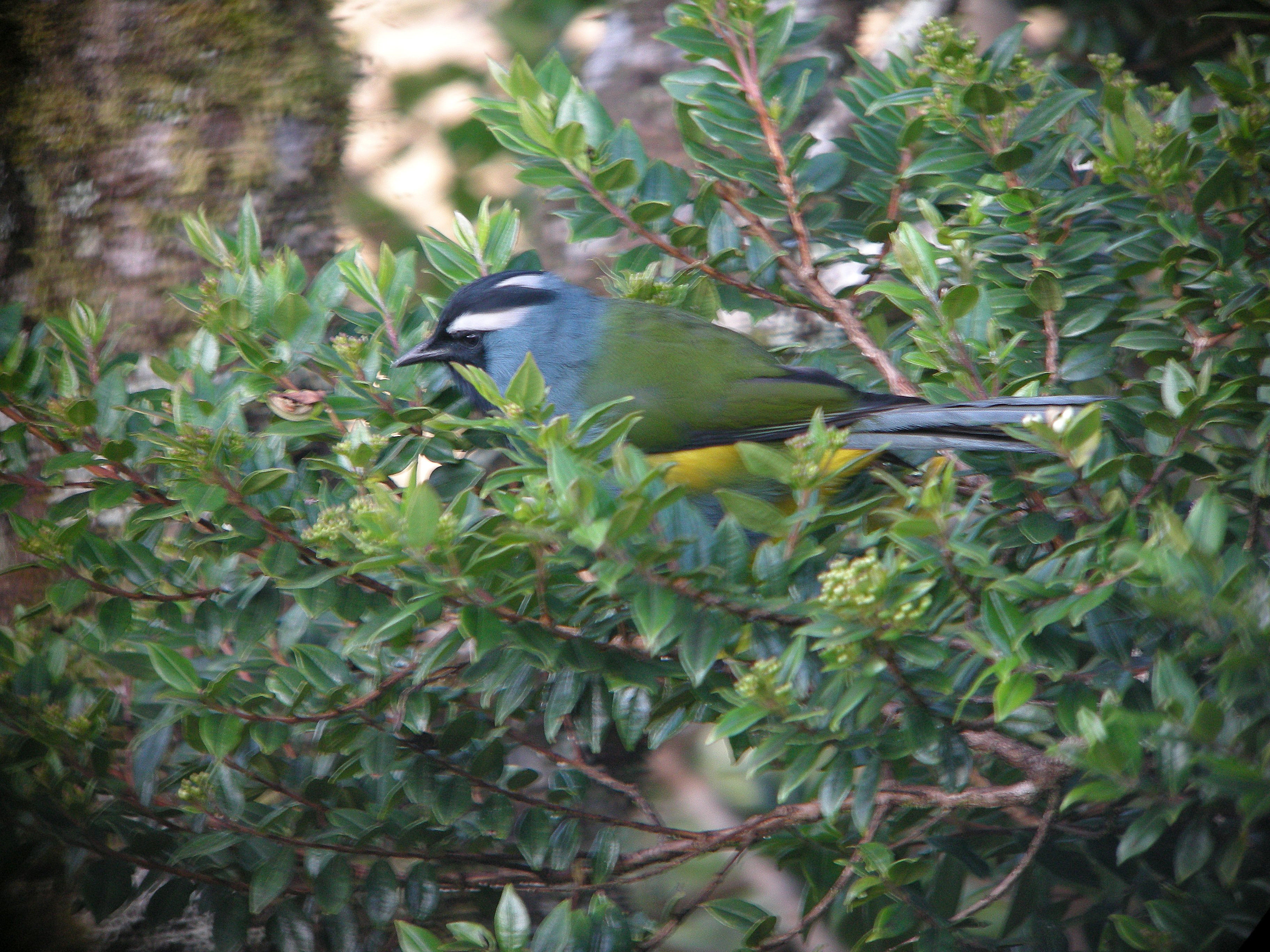
esemplare in natura.

La specie è endemica della Nuova Guinea, della quale abita tutto l'asse montuoso centrale a sud della baia di Cenderawasih: questi uccelli vivono inoltre anche nelle aree montuose interne della penisola di Huon.
L'habitat di questi uccelli è rappresentato dalla foresta pluviale montana e nebulosa, con presenza di abbondanti epifite e licheni, al di sopra dei 2150 m ma preferibilmente a partire dai 2450 m di quota: questi uccelli si spingono inoltre nelle aree cespugliose alpine.

## Tassonomia
Se ne riconoscono due sottospecie:
- Paramythia montium montium de Vis, 1892 - la sottospecie nominale, diffusa nella porzione orientale dell'areale occupato dalla specie, ad est delle Star Mountains;
- Paramythia montium olivacea van Oort; 1910 - diffusa nella porzione occidentale dell'areale occupato dalla specie.

Alcuni autori riconoscono inoltre le sottospecie brevicauda della penisola di Huon (sinonimizzata con la nominale), alpina delle cime montuose della provincia di Papua ed occidentis dell'estremo ovest della provincia (sinonimizzate con olivacea): secondo alcuni, la sottospecie olivacea, più scura, senza giallo sui fianchi e con bianco cefalico limitato a una macchia sulla tempia, rappresenterebbe una specie a sé stante col nome di P. olivacea.